# روبرت كارليل
روبرت كارليل (بالإنجليزية: Robert Carlyle)‏ ممثل اسكتلندي من مواليد 14 أبريل 1961، حاصل عل جائزة البافتا 1997 كأفضل ممثل عن دوره في فيلم مونتي الكامل. وكان ممثل درر النازي ادولف هتلر في فيلم هتلر: صعود الشر

## مواقع خارجية
- روبرت كارليل على موقع IMDb (الإنجليزية)
- روبرت كارليل على موقع روتن توميتوز (الإنجليزية)
- روبرت كارليل على موقع مونزينجر (الألمانية)
- روبرت كارليل على موقع ألو سيني (الفرنسية)
- روبرت كارليل على موقع ميوزك برينز (الإنجليزية)
- روبرت كارليل على موقع تيرنر كلاسيك موفيز (الإنجليزية)
- روبرت كارليل على موقع أول موفي (الإنجليزية)
- روبرت كارليل على موقع قاعدة بيانات الأفلام السويدية (السويدية)
- روبرت كارليل على موقع إن إن دي بي (الإنجليزية)
- روبرت كارليل على موقع قاعدة بيانات الفيلم (الإنجليزية)